# 薩爾察赫河
薩爾察赫河 （德語：Salzach）是一條流經奧地利及德國兩國的河流。薩爾察赫河全長225公里。「薩爾察赫河」這個名字來自於德語詞彙「Salz」，意為「鹽」。沿岸的主要城市有薩爾茨堡等。